# Леланд Мелвин
Леланд Девон Мелвин (на английски: Leland Devon Melvin) e американски астронавт, участник в два космически полета.

## Образование
Леланд Мелвин завършва колежа Heritage High School в Линчбърг, Вирджиния през 1982 г. През 1986 г. завършва университета в Ричмънд, Вирджиния, с бакалавърска степен по химия. През 1991 г. получава магистърска степен по инженерна химия в университета на щата Вирджиния.

## Служба в НАСА
Леланд Мелвин започва работа в НАСА през 1989 г. в научния център Лангли, Вашингтон. От 1994 г. е включен в екипа от изпитатели на експерименталния апарат Х-33. Избран е за астронавт от НАСА на 4 юни 1998 г., Астронавтска група №17. През август същата година започва обучението му в космическия център Линдън Джонсън, Хюстън, Тексас.

## Полет
Леланд Мелвин лети в космоса като член на екипажа на две мисии STS-122 и STS-129:
| Космически полет на Леланд Девон Мелвин                        | Космически полет на Леланд Девон Мелвин | Космически полет на Леланд Девон Мелвин | Космически полет на Леланд Девон Мелвин | Космически полет на Леланд Девон Мелвин | Космически полет на Леланд Девон Мелвин | Космически полет на Леланд Девон Мелвин |
| №                                                              | Дата                                    | КК                                      | Емблема на мисията                      | Функции                                 | Продължителност                         |                                         |
| -------------------------------------------------------------- | --------------------------------------- | --------------------------------------- | --------------------------------------- | --------------------------------------- | --------------------------------------- | --------------------------------------- |
| 1                                                              | 7 февруари 2008                         | „Атлантис“, мисия STS-122               |                                         | Специалист на мисията                   | 12 денонощия 17 часа 55 мин. 34 сек.    |                                         |
| 2                                                              | 16 ноември 2009                         | „Атлантис“, мисия STS-129               |                                         | Специалист на мисията                   | 10 денонощия 19 часа 16 мин. 13 сек.    |                                         |
| Сумарно време в космоса – 23 денонощия 13 часа 28 мин. 47 сек. |                                         |                                         |                                         |                                         |                                         |                                         |